# Gerald Thomas
Gerald Thomas (Kingston upon Hull, 10 dicembre 1920 – Beaconsfield, 9 novembre 1993) è stato un regista e montatore britannico.
Ha diretto una serie di 30 film chiamati globalmente Carry On, prodotti da Peter Rogers.

## Filmografia
- Circus Friends (1956)
- Il cerchio rosso del delitto (The Vicious Circle) (1957)
- La grande porta grigia (Time Lock) (1957)
- The Duke Wore Jeans (1958)
- La grande s...parata (Carry On Sergeant) (1958)
- Chain of Events (1958)
- The Solitary Child (1958)
- La verità in reggicalze (Please Turn Over) (1959)
- Carry On Nurse (1959)
- Carry On Teacher (1959)
- Watch Your Stern (1960)
- No Kidding (1960)
- Carry On Constable (1960)
- Carry On Regardless (1961)
- Raising the Wind (1961)
- La vergine di ferro (The Iron Maiden) (1962)
- Twice Round the Daffodils (1962)
- Carry On Cruising (1962)
- Nurse on Wheels (1963)
- Carry On Cabby (1963)
- Gli allegri ammutinati del Bounty (Carry On Jack) (1963)
- Carry On Spying (1964)
- Ehi Cesare vai da Cleopatra? Hai chiuso... (Carry On Cleo) (1964)
- The Big Job (1965)
- Carry On Cowboy (1965)
- Chiamami domani... che oggi devo morire (Carry On Screaming) (1966)
- Don't Lose Your Head (1966)
- Follow That Camel (1967)
- Carry On Doctor (1968)
- Carry On... Up the Khyber (1968)
- Carry On Camping (1969)
- Carry On Again Doctor (1969)
- Carry on Up the Jungle (1970)
- Carry On Loving (1970)
- Carry On Henry (1971)
- Carry On at Your Convenience (1971)
- Bless This House (1972)
- Carry On Matron (1972)
- Ragazze in camera (Carry On Abroad) (1972)
- Carry On Girls (1973)
- Carry On Dick (1974)
- Camping pon pon (Carry On Behind) (1975)
- Caserma a due piazze (Carry On England) (1976)
- Carry On Emmanuelle (1978)
- Carry On Laughing (1981) - Serie TV
- What a Carry On (1983-1984) - Serie TV
- La seconda vittoria (The Second Victory) (1986)
- Carry On Columbus (1992)
- Laugh with the Carry Ons (1993) - Serie TV